# Distretto di Damal
Il distretto di Damal (in turco Damal ilçesi) è uno dei distretti della provincia di Ardahan, in Turchia.